# Sixtus Janson
Johan Sixtus Janson, född 31 oktober 1883 i Uppsala, död där 2 oktober 1957, var en svensk idrottsledare och företagsledare.
Sixtus Janson var son till bonden Jan Erik Janson. Han låg 1897 bakom grundandet av IF Thor och blev från 1908 klubbens ordförande. Janson studerade vid Tekniska skolan 1897–1902 och startade 1906 en kontorsboksfabrik i Uppsala. Han låg 1912 bakom att Upplands idrottsförbund bröts ut ur Stockholms idrottsförbund och var distriktets ordförande 1912–1917. Janson var även ledamot av styrelsen för Svenska idrottsförbundet 1919–1931, Riksidrottsförbundets överstyrelse 1919–1948 och ledamot av dess förvaltningsutskott 1921 samt dess vice ordförande 1930–1948. Han var även ordförande i Svenska skidförbundet 1922–1948 och därefter hedersordförande samt ledamot av Sveriges olympiska kommitté 1924. Janson är begravd på Uppsala gamla kyrkogård.